# Skrobotowo
Skrobotowo [skrɔbɔˈtɔvɔ] (tiếng Đức: Schruptow) là một ngôi làng thuộc khu hành chính của Gmina Karnice, thuộc quận Gryfice, West Pomeranian Voivodeship, ở tây bắc Ba Lan. Nó nằm khoảng 3 kilômét (2 mi)   phía đông bắc Karnice, 18 km (11 mi)     về phía tây bắc Gryfice và 78 km (48 mi) phía đông bắc thủ đô khu vực Szczecin.
Trước năm 1945, khu vực này là một phần của Đức. Sau Thế chiến II, người dân bản địa Đức bị trục xuất và thay thế bằng người Ba Lan. Đối với lịch sử của khu vực, xem Lịch sử của Pomerania.